# Humenbroen
Humenbroen (虎门大桥, pīnyīn: Hǔmén Dàqiáo – «Tigerporten Stor bro») er en hængebro over Perlefloden ved Dongguan i provinsen Guangdong i Folkerepublikken Kina. Den blev færdigbygget i 1997, er 3618 meter lang, og har et hovedspænd på 888 meter. Den forbinder Nanshadistriktet i Guangzhou med byen Humen i Dongguan.
Broen blev nødvendig på grund af den kraftige økonomiske vækst i Perleflodens delta, og det blev vigtigt at skabe forbindelse til byer som Macao, Zhuhai, Guangzhou, Shenzhen og Hongkong. Det mest naturlige sted at bygge bro, var ved Bocca Tigris, hvor der før gik bilfærger. Opførelsen påbegyndtes i 1991.
En stor udfordring under byggeriet var de vigtige historiske mindesmærker på land. Området blev tungt befæstet i 1830'erne, særlig på østsiden (ved byen Humen), og der blev udkæmpet slag her under første opiumskrig. Dele af de gamle fæstningsværker ligger nærmest lige under brofæsterne.
Humen-broen er nu (2007) så tæt trafikeret at der er ofte trafikkaos omkring den.